# Svenska mästerskapet i bandy 1913
Svenska mästerskapet i bandy 1913 avgjordes genom att IFK Uppsala vann mot AIK med 2-1 i finalmatchen på Stockholms stadion den 2 mars 1913.

## Matcher

### Kvartsfinaler
- IFK Uppsala-IFK Gefle 11-0
- AIK-Djurgårdens IF 2-0
- Johanneshofs IF-Södertälje SK 4-1
- Linköpings AIK-IFK Stockholm 7-7, 10-7 efter förlängning

### Semifinaler
- IFK Uppsala-Linköpings AIK 16-0
- AIK-Johanneshofs IF 2-1

### Final
- 2 mars 1913: IFK Uppsala-AIK 2-1 (Stockholms stadion)

## Svenska mästarna
Mall:IFK Uppsala Bandy 1913